# Maratus inaquosus
Maratus inaquosus — вид павуків родини павуки-скакуни (Salticidae). Описаний у 2020 році.

## Поширення
Ендемік Австралії. Поширений у штаті Вікторія у Національному парку Мала пустеля.

## Опис
Самці сягають завдовжки до 3,5 мм, самиці — до 5,4 мм. груди темно-коричневі, майже чорні. Очний чотирикутник густо вкритий сірими лусочками. Спина блакитна із золотистими смугами.